# Vila-robau
Vila-robau es una localidad española del municipio de Ventalló, perteneciente a la provincia de Gerona, en la comunidad autónoma de Cataluña.

## Toponimia
El nombre del lugar puede encontrarse referido con las variantes Vilarroban y Vila-robau.

## Historia
Hacia mediados del siglo XIX, el lugar, ya por entonces perteneciente a Ventalló, tenía contabilizada una población de 61 habitantes. Aparece descrito en el decimosexto volumen del Diccionario geográfico-estadístico-histórico de España y sus posesiones de Ultramar de Pascual Madoz de la siguiente manera:

VILARROBAN: l. en la prov., part. jud. y dióc. de Gerona (5 horas), aud. terr., c. g. de Barcelona (25), ayunt. de Ventalló (1/4): sit. á la márg. del r. Fluviá, con buena ventilacion y clima templado y sano; las enfermedades comunes son fiebres intermitentes. Tiene 30 casas y una igl. parr. (San Andres) servida por un cura de ingreso de provision real y ordinaria, y un beneficiado de patronato laical. El térm. confina N. Sto. Tomás de Fluviá, del part. de Figueras; E. Valveralla; S. Ventalló, y O. San Miguel de Fluviá de aquel mismo part.; en el radio jurisdiccional existió la ant. parr. de San Ginés de Palol, hoy dia alq. denominada Palol de Vilarroban. El terreno es de inferior calidad; contiene algun arbolado de encinas y le cruza el r. Fluviá, cuyas aguas impulsan un molino harinero. Los caminos son locales y malos. prod.: trigo mezcladizo, aceite y vino, y caza de perdices y conejos. pobl.: 19 vec., 61 alm. cap. prod.: 714,800 rs. imp.: 17,870.
(Madoz, 1850, p. 85)

En 2022, la entidad singular de población tenía empadronados 64 habitantes y el núcleo de población 47 habitantes.